# Seckington
Seckington est un village et une paroisse civile du Warwickshire, en Angleterre. Il est situé dans le nord du comté, près de la frontière du Staffordshire, à six kilomètres au nord-est de la ville de Tamworth.

## Étymologie

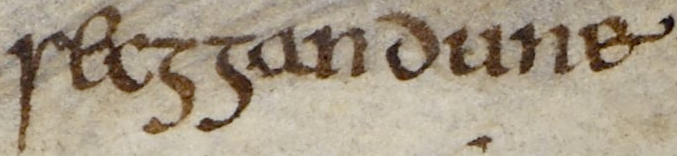
secggan dune dans la Chronique anglo-saxonne.

Le toponyme Seckington provient du vieil anglais et désigne une colline (dūn en vieil anglais) appartenant à un homme nommé Secca, avec le suffixe -an du génitif. Il est attesté sous les formes Seccandun dans la Chronique anglo-saxonne, compilée à la fin du IXe siècle, et Sechintone dans le Domesday Book, achevé en 1086.

## Histoire

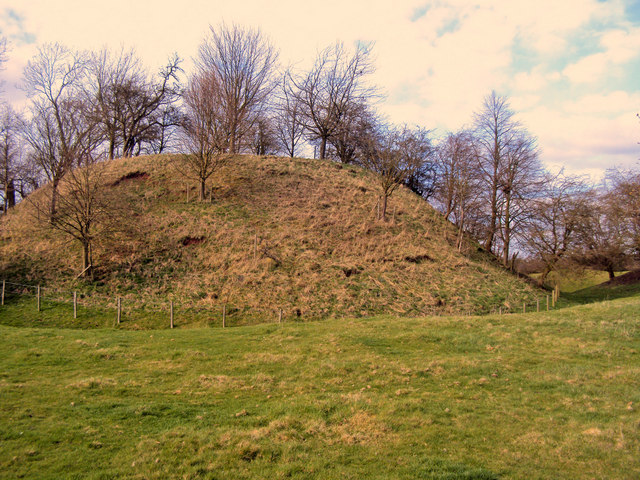
La motte castrale de Seckington.

La Chronique anglo-saxonne rapporte que le roi Æthelbald de Mercie est assassiné à Seckington en 757. Les circonstances de cet assassinat ne sont pas détaillées, mais la continuation anonyme de l'Histoire ecclésiastique du peuple anglais précise qu'il est victime de ses propres gardes du corps.
Après la conquête normande de l'Angleterre, en 1066, Seckington est donné par Guillaume le Conquérant à son vassal Roger de Beaumont. Une motte castrale est édifiée avant la fin du XIe siècle sur les ordres de Roger ou de son fils, le comte de Leicester Robert de Beaumont. Ce château n'est occupé que pendant quelques décennies avant que la famille de Beaumont ne revende le domaine de Seckington à William de Campville vers 1170.

## Administration
La paroisse civile de Seckington relève du district du North Warwickshire. Elle partage son conseil de paroisse avec les villages voisins de Newton Regis et No Man's Heath (en). Au recensement de 2011, la population des trois villages s'élevait à 599 habitants.
Pour les élections à la Chambre des communes du Parlement du Royaume-Uni, Seckington est rattaché à la circonscription électorale de North Warwickshire.

## Patrimoine

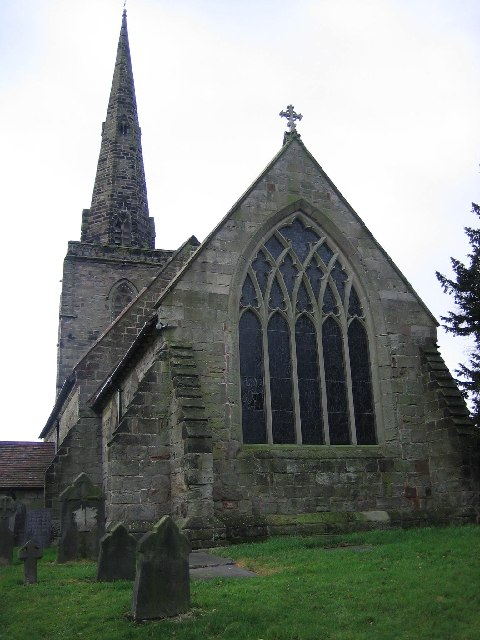
L'église paroissiale.

Le château de Seckington est protégé en tant que scheduled monument depuis 1923. Du fait de son abandon rapide, le site n'a pas été bouleversé par des constructions ultérieures et constitue un bon exemple de motte castrale. La description qu'en a laissé l'antiquaire du XVIe siècle William Dugdale permet également de mesurer l'évolution du site depuis.
L'église paroissiale de Seckington est dédiée à tous les saints (Church of All Saints). Son chancel remonte au XIIIe siècle, mais il a été significativement retravaillé et le reste de l'église reconstruit au XIVe siècle. Le bâtiment a été également restauré en 1883, comme l'ont été de nombreuses églises d'Angleterre dans le cadre de la restauration victorienne (en). Elle constitue un monument classé de Grade II* depuis 1953.